# Karang Poste
Karang Poste est une localité du Sénégal située dans le département de Foundiougne et la région de Fatick, et au sud de la région naturelle du Sine-Saloum. Comme son nom le suggère, c'est un poste-frontière (avec la Gambie). On le franchit notamment pour se rendre à Banjul, la capitale. 

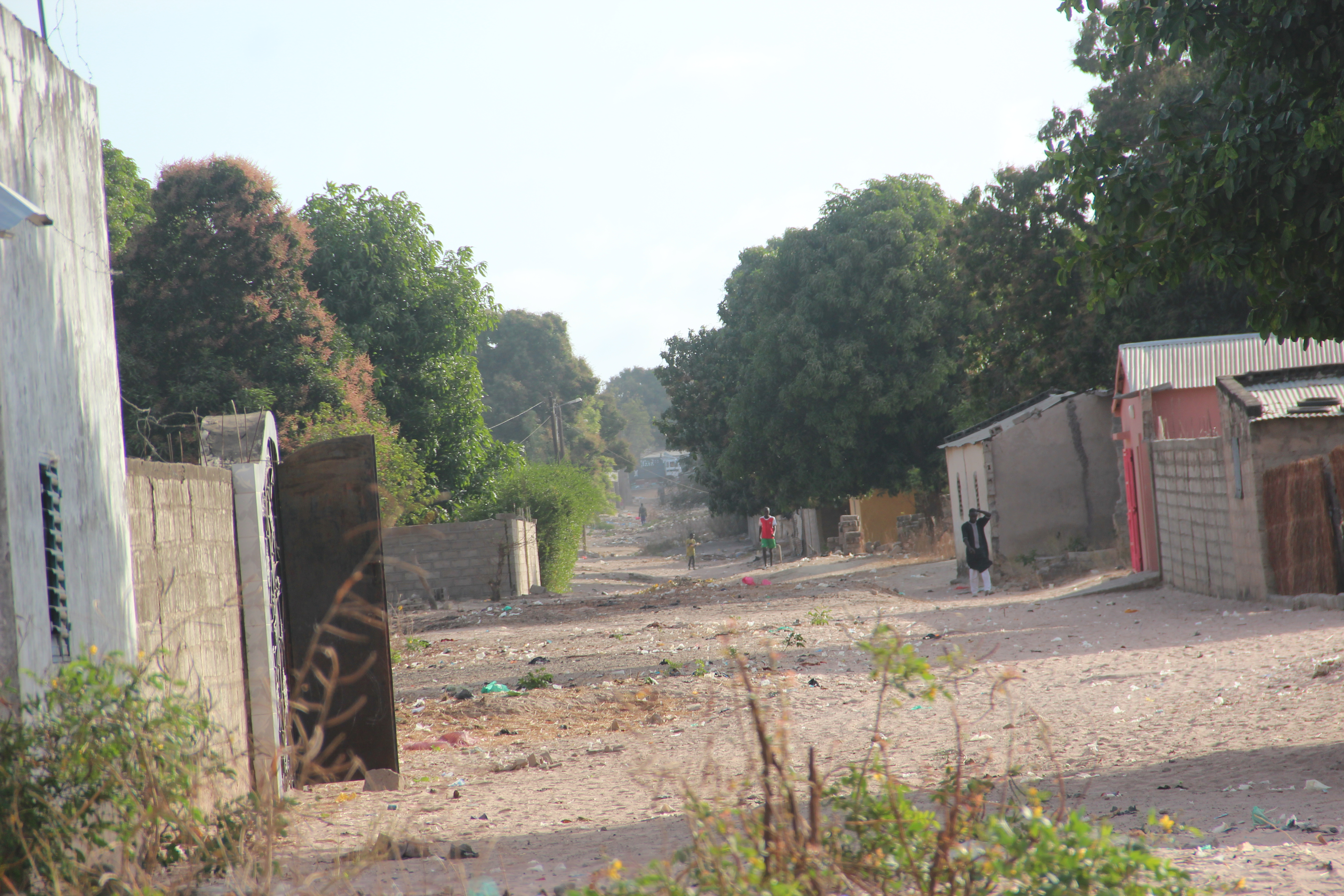
Une rue de Karang Poste.

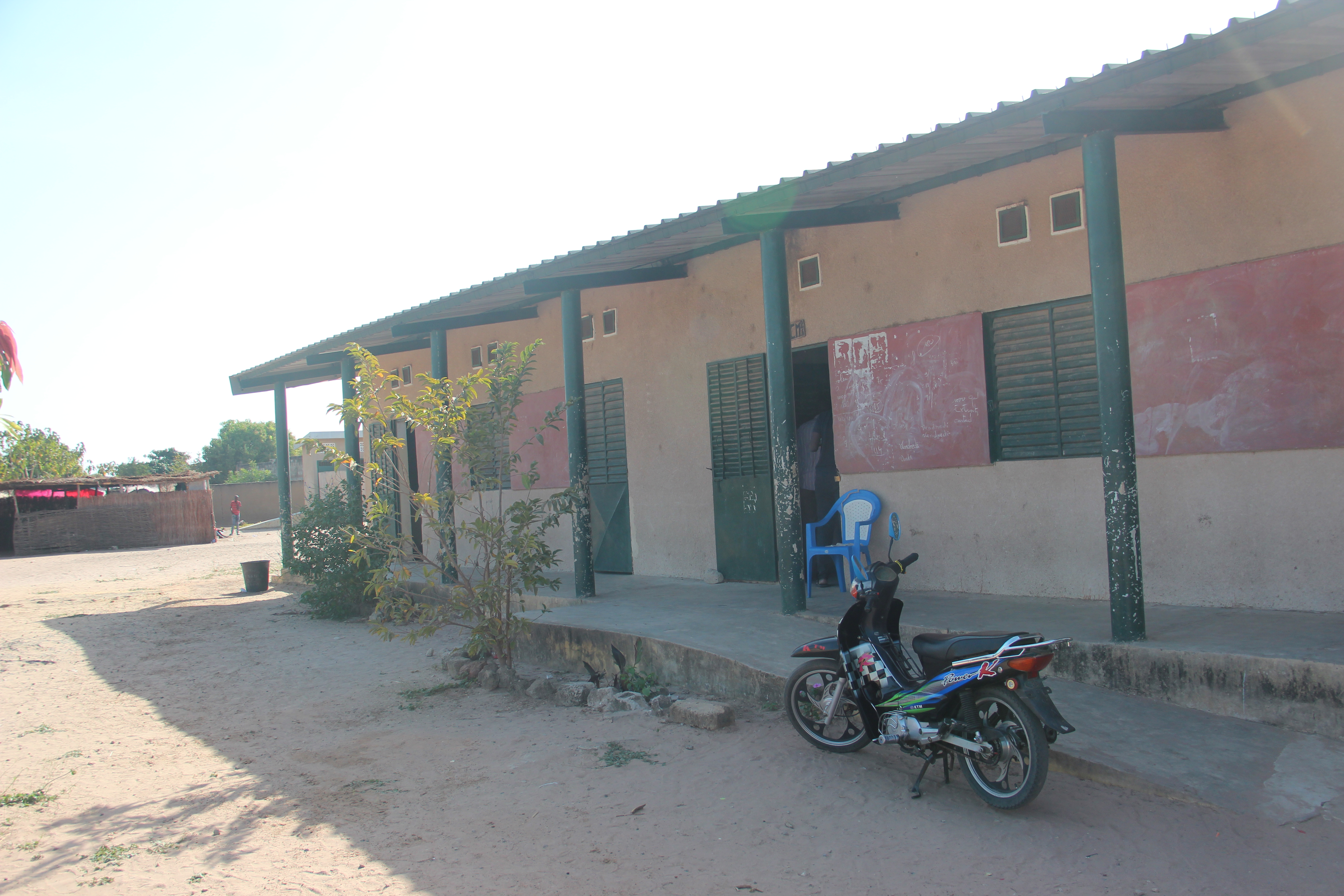
École de Karang Poste.

Rattaché à l'arrondissement de Toubacouta et de la communaute rurale de Karang, la ville a été érigée en commune en 2008. 
Le village est situé non loin du Parc national du delta du Saloum.